# Enrique Demarco
Enrique Demarco Bidegain (12 de outubro de 1923 – data de morte desconhecido) foi um ciclista uruguaio. Representou sua nação em dois eventos durante os Jogos Olímpicos de 1948.